# SFPホールディングス
SFPホールディングス株式会社（英: SFP Holdings Co.,Ltd.）は、「鳥良商店」「磯丸水産」などの居酒屋を運営する企業である。

## 沿革
- 1984年4月、東京都武蔵野市に寒川良作が手羽先唐揚の専門店である「鳥良」を創業[5]。
- 1984年6月、「有限会社鳥良」を設立。
- 1994年9月、全社で10店舗を達成。
- 1995年12月、「有限会社鳥良」を「株式会社鳥良」へと組織変更。
- 1998年4月、「サムカワフードプランニング株式会社」が「株式会社鳥良」を吸収合併。
- 2008年3月、全社で50店舗を達成。[5]
- 2009年2月、「磯丸水産」を開業[5]。
- 2010年11月、「株式会社サンフランシスコ・ホールディングス」設立[1]。
- 2010年12月、サンフランシスコ・ホールディングスがサムカワフードプランニングの全株式を取得[1]。
- 2011年5月、サンフランシスコ・ホールディングスが存続会社となりサムカワフードプランニングを吸収合併し、社名を「サムカワフードプランニング株式会社」に変更[1]。
- 2011年10月、商号を「SFPダイニング株式会社」に変更[5]。
- 2011年11月、「きづなすし」の1号店を出店。
- 2013年4月、株式会社クリエイト・レストランツ・ホールディングスの連結子会社となる[5]。
- 2014年12月、東証二部上場[5]。
- 2017年6月、商号を「SFPホールディングス株式会社」に変更[5]。
- 2019年2月、東証一部に市場変更[6]。
- 2019年3月、株式会社ジョー・スマイルを子会社化[7][8]。
- 2019年7月、株式会社クルークダイニングを子会社化[9]。

## 業態

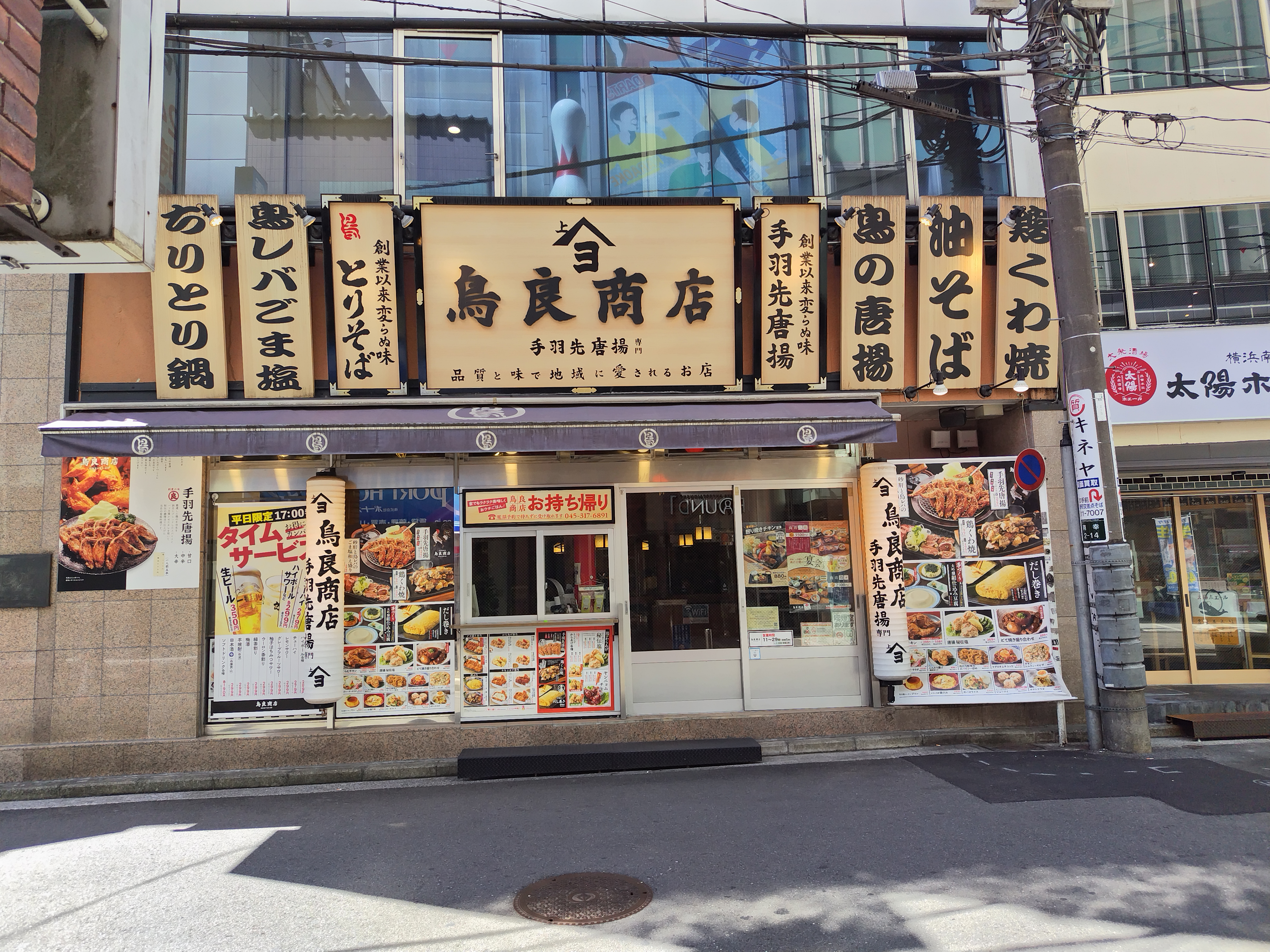
祖業である鶏料理店の「鳥良商店」（横浜西口南幸店）
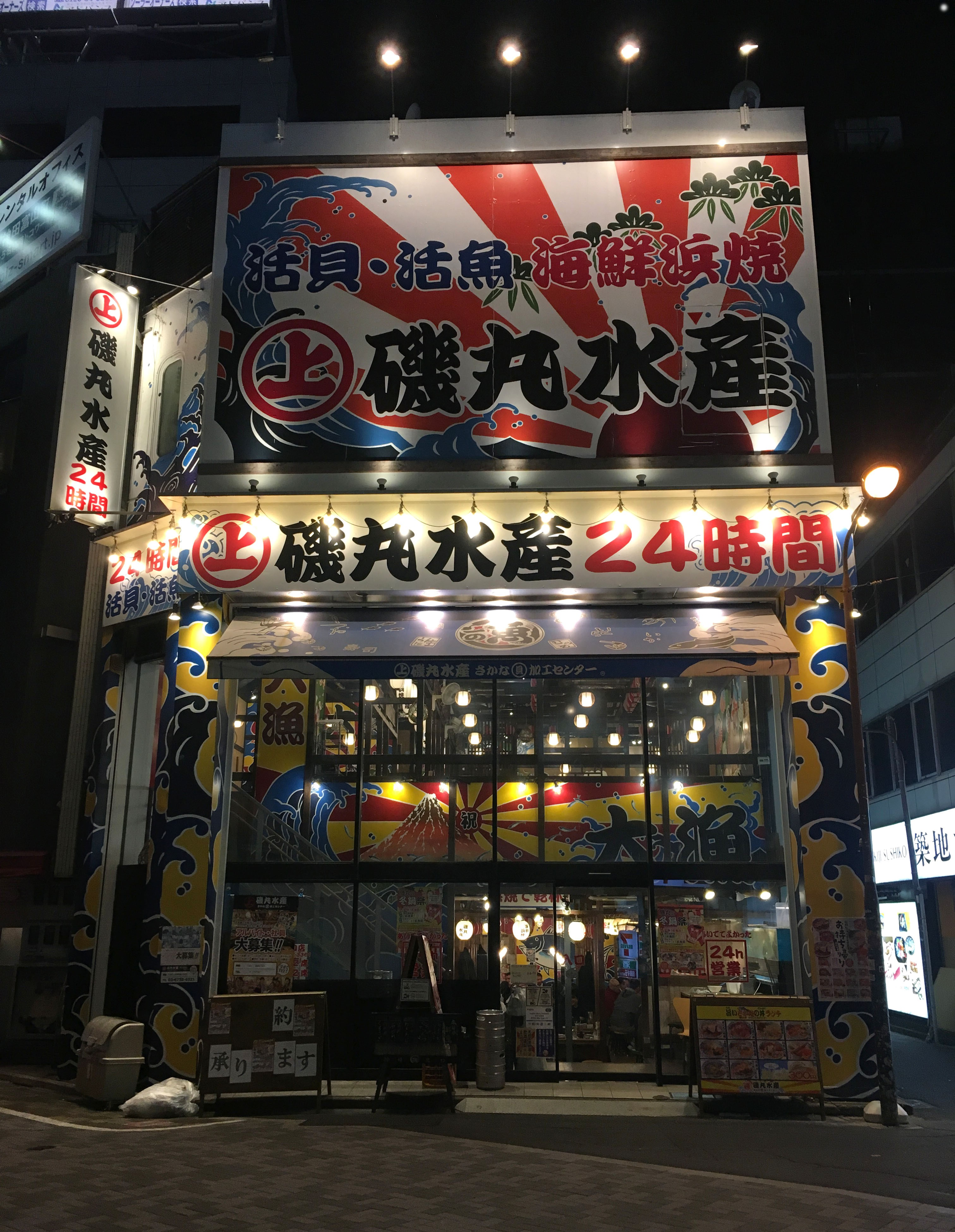
主力事業である「磯丸水産」。浜焼など、魚介料理が中心である（神田北口店）
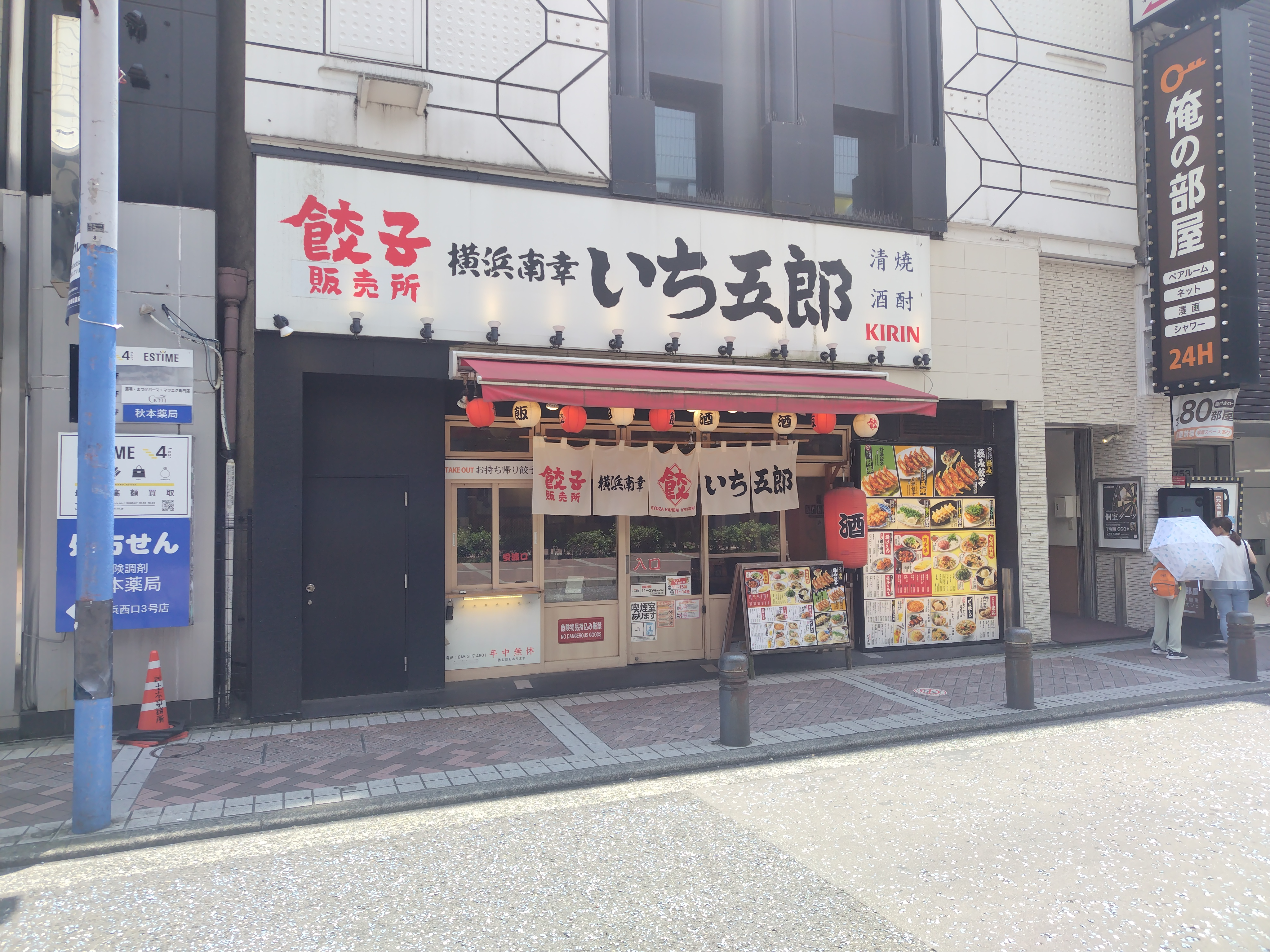
餃子をはじめ中華料理をメインとした「いち五郎」（横浜南幸店）
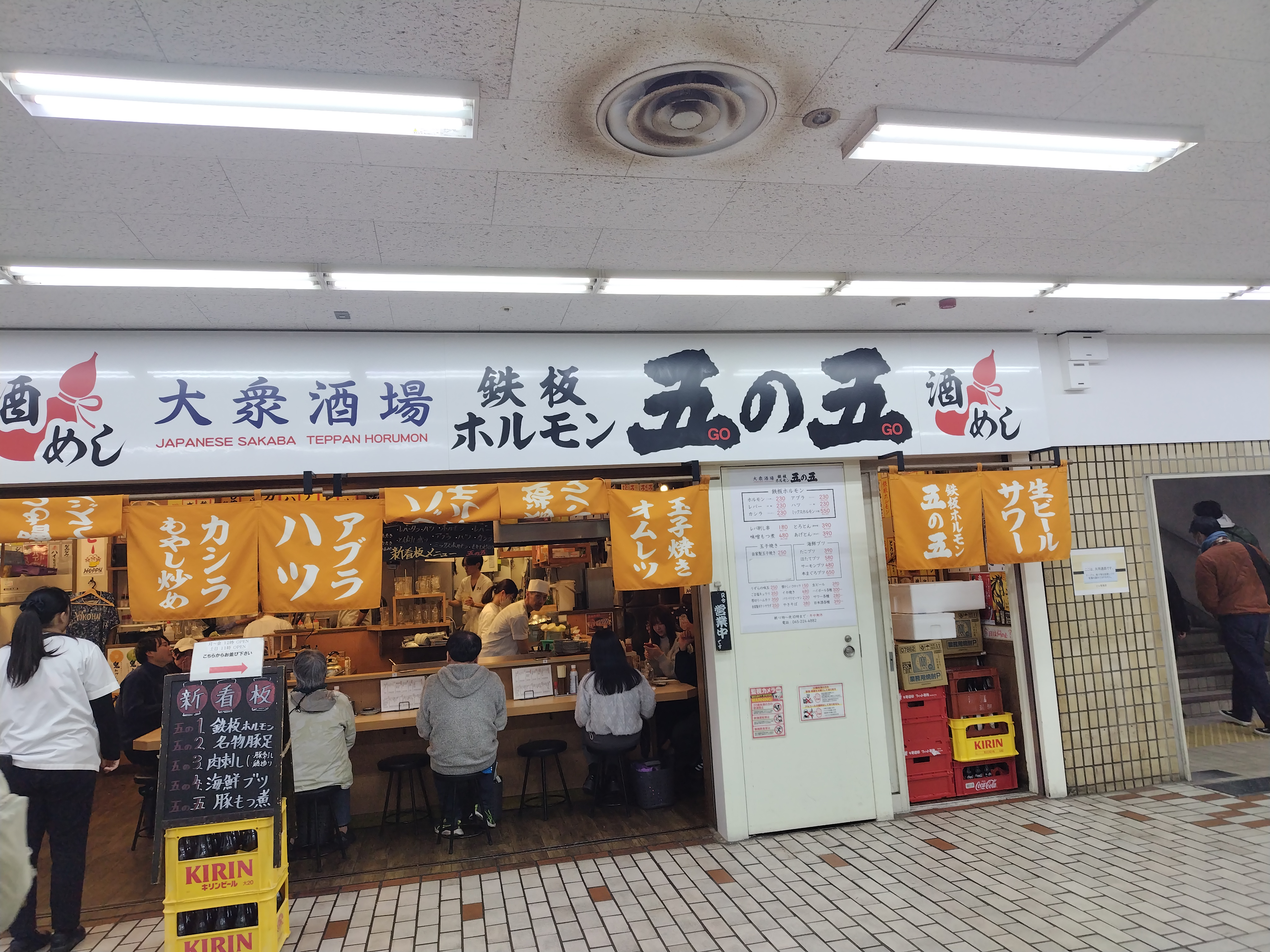
大衆酒場業態の「五の五」。横浜桜木町のぴおシティには写真の「鉄板ホルモン五の五」と、「大衆酒場 五の五」の2店舗を有する。
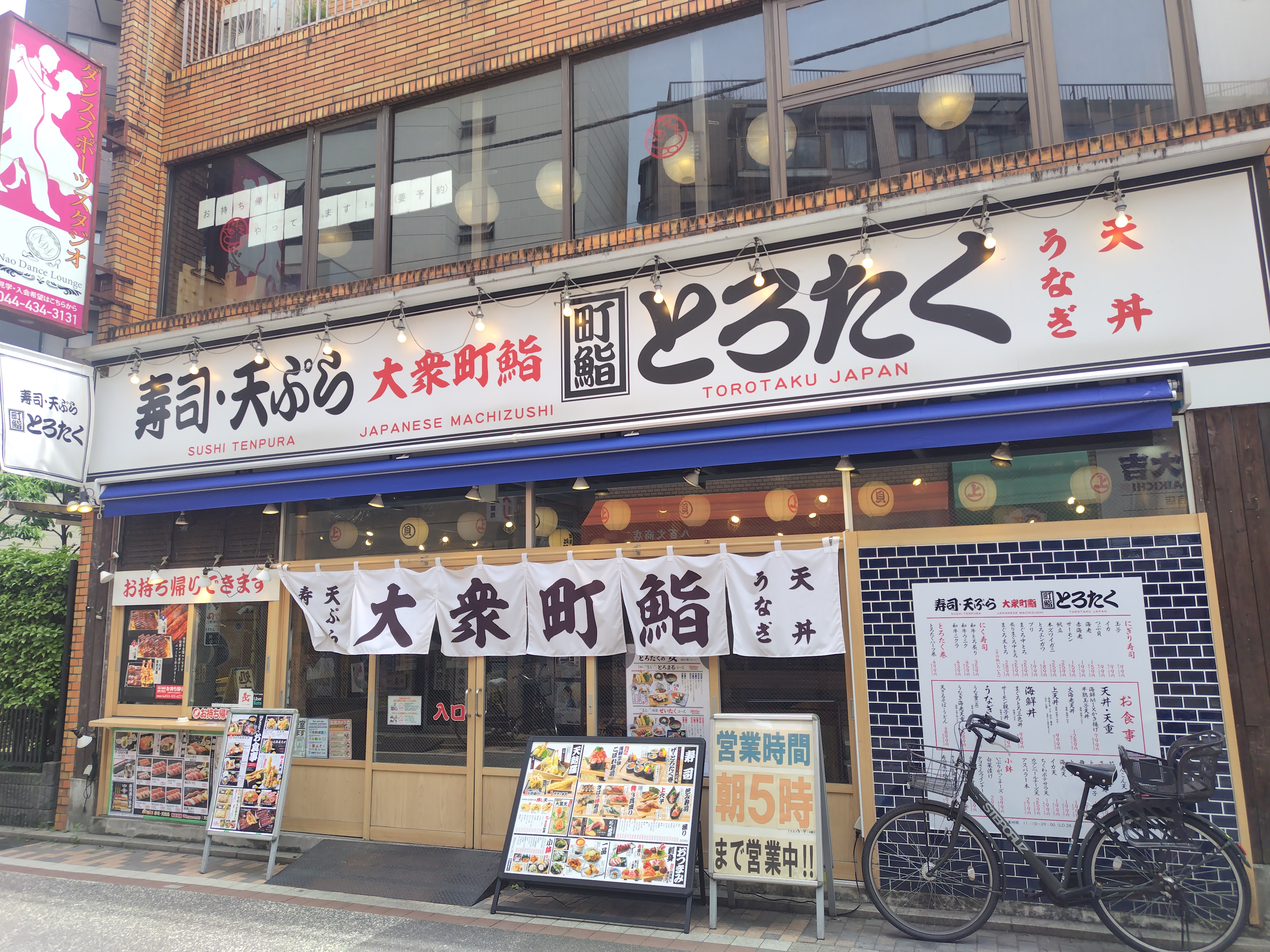
大衆寿司業態の「町鮨とろたく」（元住吉オズ通り店）
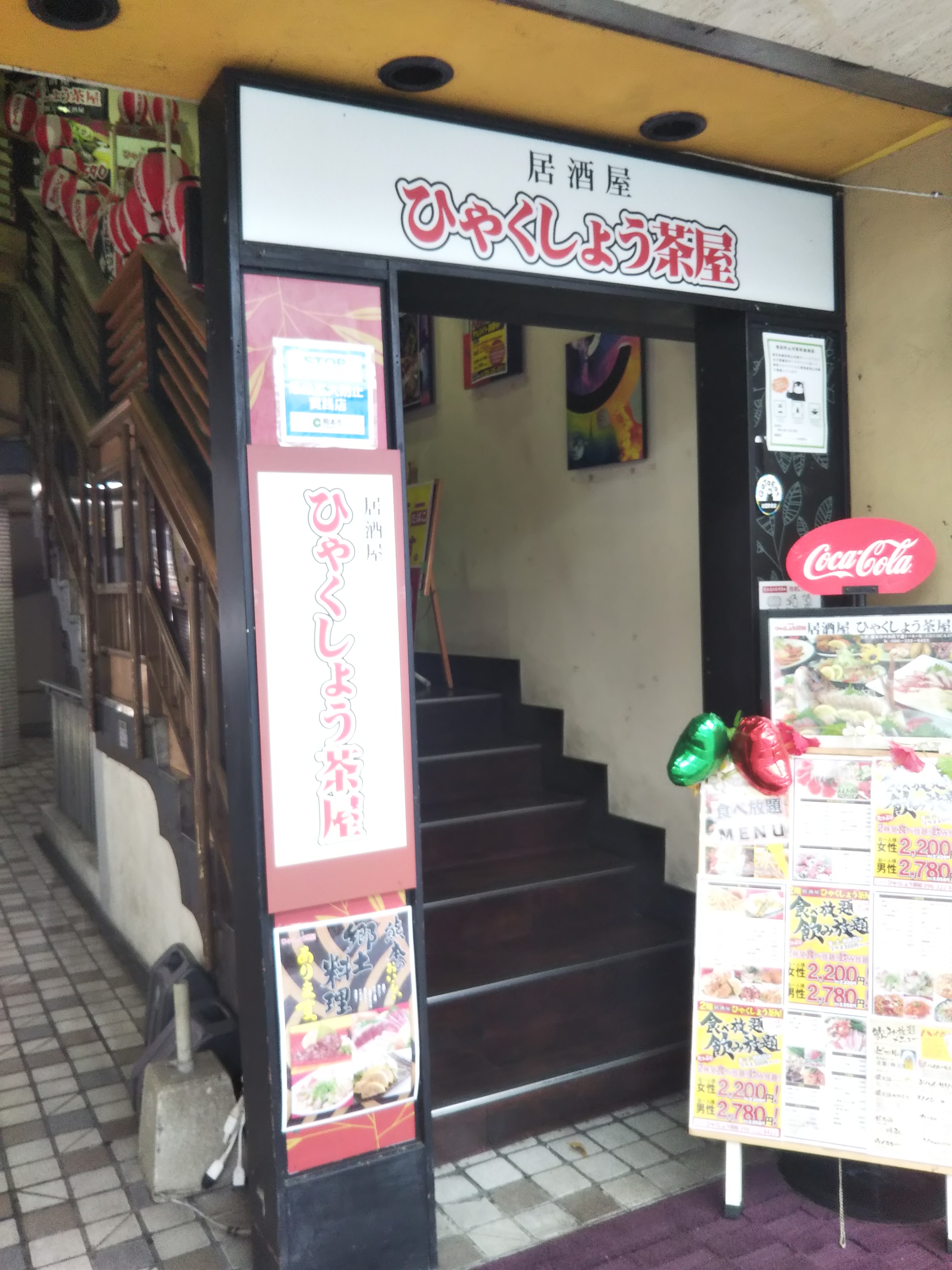
2019年にグループ入りしたジョー・スマイルによる、熊本市の居酒屋「ひゃくしょう茶屋」駕町店
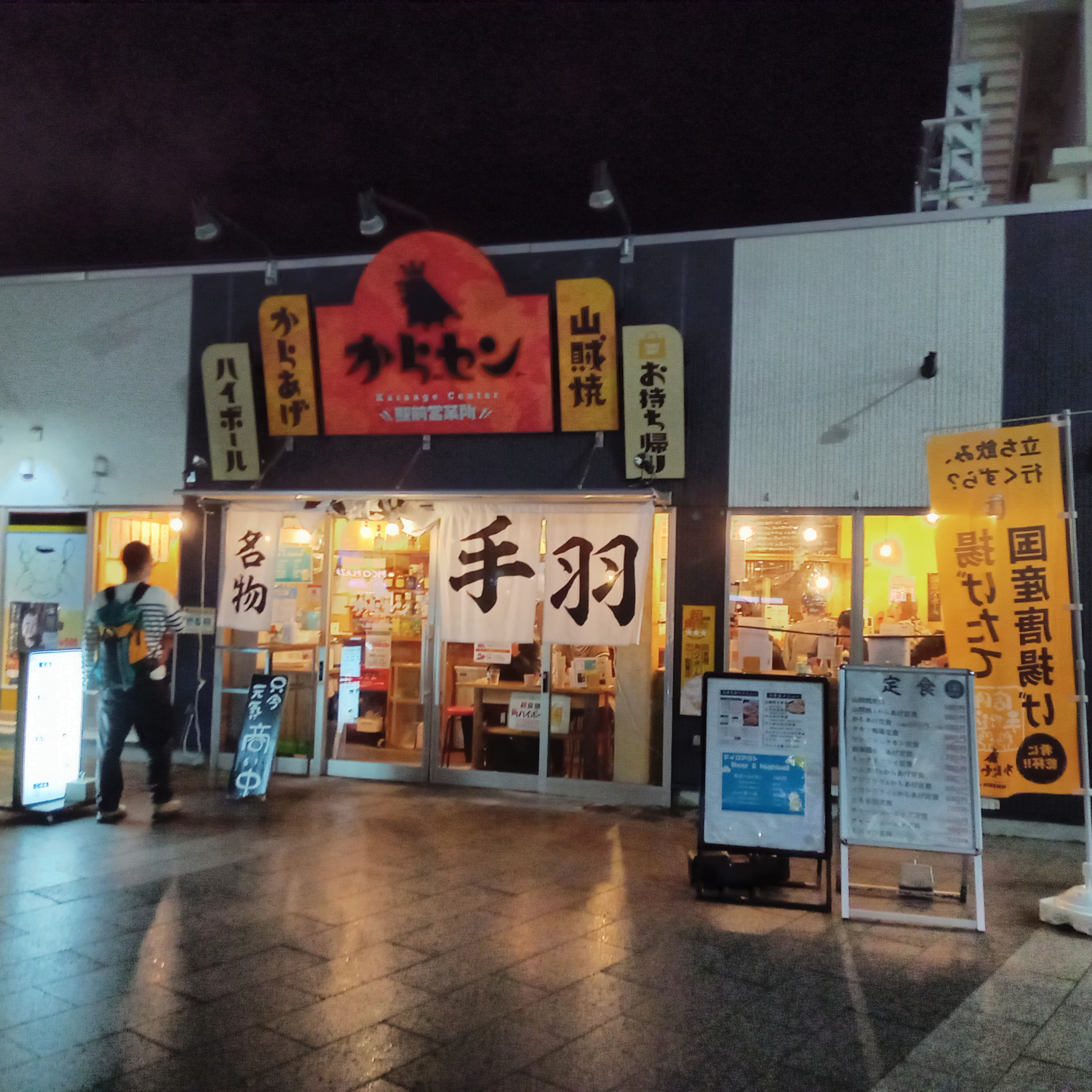
同じく2019年にグループ入りしたクルークダイニングによる、長野県松本市の「からあげセンター」松本駅前営業所

## 関連会社
- 株式会社ジョー・スマイル - 1993年設立、本社は熊本県熊本市中央区。2019年3月にSFPグループに入った[7]。熊本市中央区の居酒屋「ひゃくしょう茶屋」「平蔵」「麦うさぎ」、熊本県内3店舗の海鮮居酒屋「前川水軍」、熊本市東区の「前川珈琲店」、「磯丸水産」上通店・新市街店などを運営する[10]。
- 株式会社クルークダイニング - 2000年設立、本社は長野県安曇野市。2019年7月にSFPグループに入った[9]。長野県内の「からあげセンター」5店舗、長野市内の「長野といえばBANIKUMAN」「天ぷらと寿司18坪」「ビストロ磯丸会館」「和牛焼肉　信州そだち」「抹茶館 善光寺仲見世通り店」、「磯丸水産」長野駅前店・松本駅前店、須坂市のブルワリー「信州須坂フルーツブルワリー」を運営する[11]。

## テレビ番組
- 日経スペシャル カンブリア宮殿 24時間営業！都会の"海の家" 急成長する外食チェーンの舞台裏（2016年10月13日、テレビ東京）[12]